# Campagne ONE
Pour les articles homonymes, voir One.
 (avril 2022).
 (avril 2022).
Si vous disposez d'ouvrages ou d'articles de référence ou si vous connaissez des sites web de qualité traitant du thème abordé ici, merci de compléter l'article en donnant les références utiles à sa vérifiabilité et en les liant à la section « Notes et références ».
ONE est une organisation non gouvernementale de campagne et de plaidoyer, basée aux États-Unis, qui lutte contre l’extrême pauvreté et les maladies évitables en Afrique, en suscitant la prise de conscience du grand public et en faisant pression sur les dirigeants politiques du monde entier pour qu’ils soutiennent des politiques et des programmes efficaces d'aides.
Cofondée par Bono et d’autres militants, ONE est non partisan et travaille en collaboration avec des responsables et activistes africains.
Elle a été fondée en collaboration avec 11 organisations humanitaires — dont DATA (en), Vision Mondiale, Oxfam Amérique et Bread for the World (en). En 2007, ONE a  fusionné avec DATA (Debt, AIDS, Trade, Africa).
L'organisation n'a pas été nommée d'après la chanson du groupe U2, One, l'un des principaux singles de l'album Achtung Baby (1991). Comme elle l'explique sur son site Internet, « ce nom est inspiré par la conviction que lorsqu’une voix s’élève et s’unit à d’autres voix – étudiants, scientifiques, politiques, chefs d’entreprise, activistes, etc. – elle peut faire la différence et améliorer le monde dans lequel nous vivons ».

## Aperçu

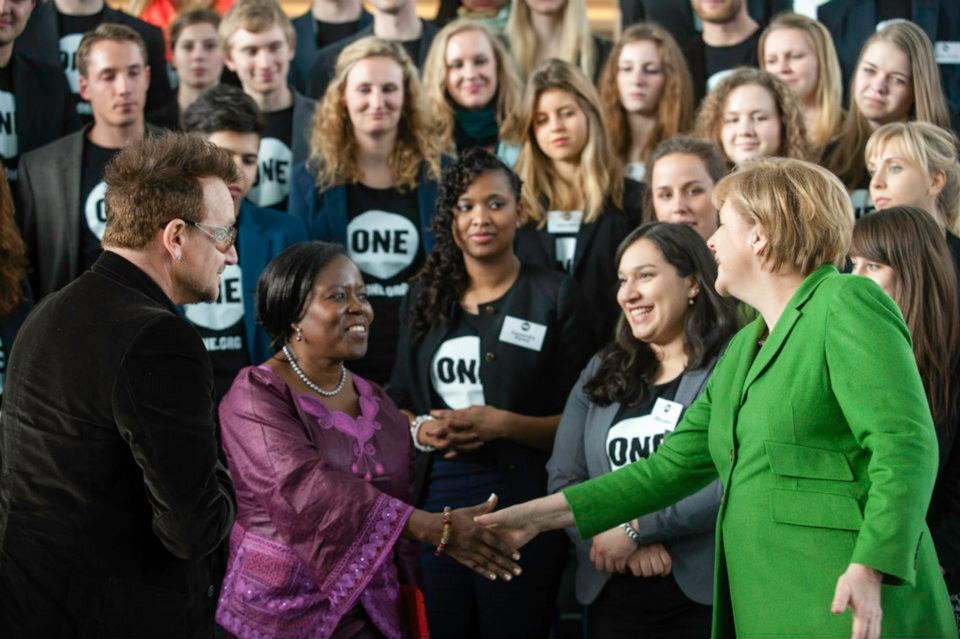
Sipho Moyo, ancienne directrice exécutive pour l’Afrique de la campagne ONE, serrant la main à Angela Merkel l'ancienne chancelière fédérale d'Allemagne.

ONE est une organisation non gouvernementale qui mobilise des soutiens autour des enjeux du développement, de la lutte contre l'extrême pauvreté et les maladies évitables.
Soutenu par six millions de personnes dans le monde, ONE accomplit des changements réels grâce au plaidoyer et aux campagnes. La principale mission de ONE est de tenir les dirigeants du monde comme responsables de leurs engagements pour combattre l’extrême pauvreté, mais aussi de réaliser des campagnes pour de meilleures politiques de développement, une aide plus efficace et une réforme du commerce.
ONE soutient activement les objectifs du millénaire pour le développement.  Elle ne finance pas de projets sur le terrain et ne sollicite pas de fonds public.
Bien que les actions se concentrent sur la lutte contre l'extrême pauvreté, les maladies évitables et le sida, ONE prend en charge un large éventail d'aides au développement. Les actions comprennent l'allégement de la dette, l'eau potable, l'augmentation de la quantité et de l'efficacité de l'aide, réduire la corruption des gouvernements dans les pays bénéficiaires de l'aide, fournir une éducation de base pour tous, rendre le commerce plus équitable, renforcer la sécurité alimentaire, aider les agriculteurs des pays en développement, freiner la progression des maladies mortelles telles que le VIH/SIDA, le paludisme et la tuberculose, et d'augmenter l'aide internationale. En 2015, ONE a réalisé une vidéo, avec le  concours de neuf chanteuses africaines, Arielle T du Gabon, Waje et Yemi Alade du Nigeria, Victoria Kimani du Kenya, Vanessa Mdee de Tanzanie, Gabriela du Mozambique, Judith Sephuma et Blessing d’Afrique du sud, Selmor Mtukudzi du Zimbabwe, ainsi que de l'actrice nigériane Omotola Jalade Ekeinde, dans le cadre d'une campagne contre le sexisme : « La pauvreté est sexiste ».

## Historique

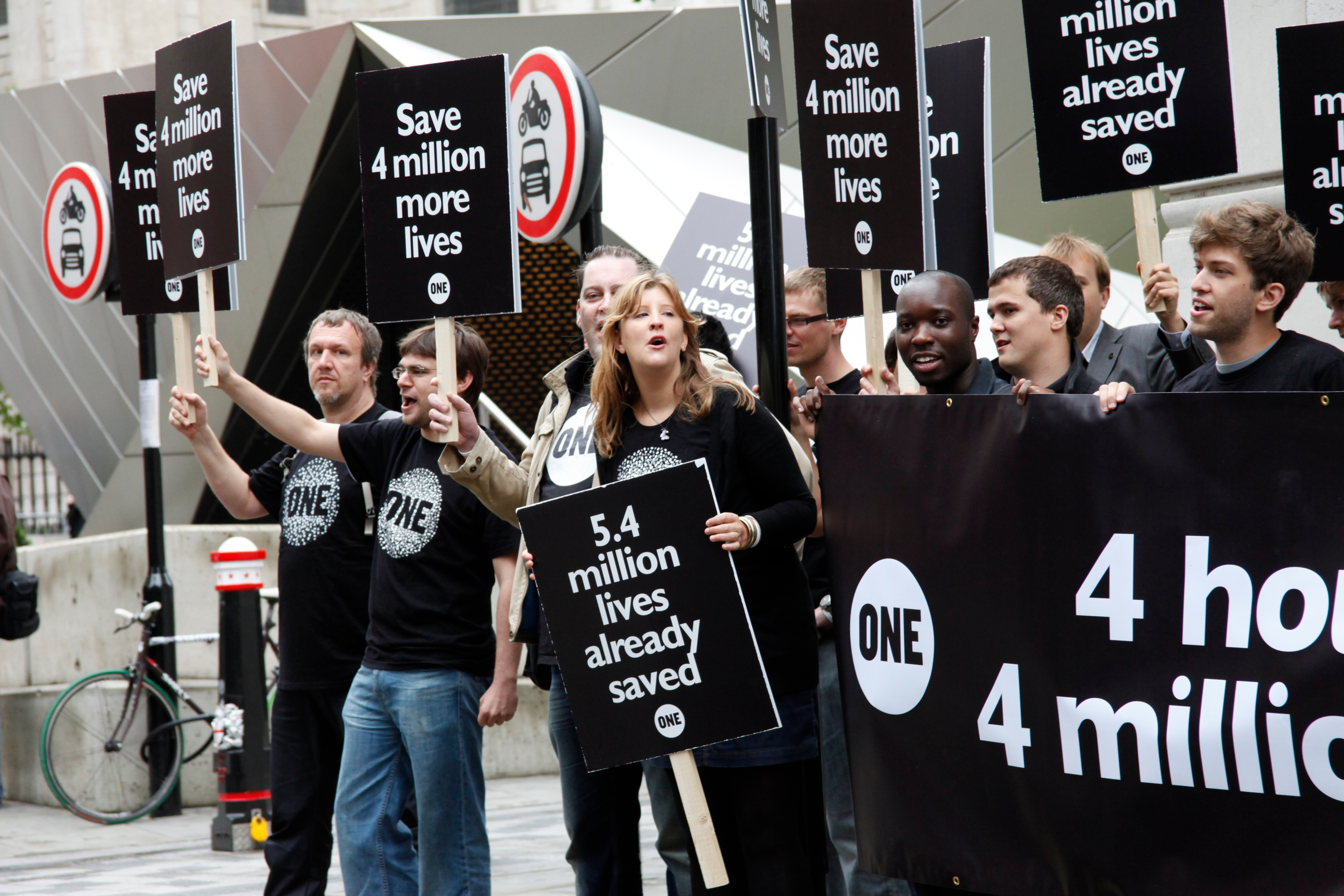
Nom du fichier : GAVI Global Alliance Save Childrens Lives pledging conference (5827417113).jpg
Description : One Campaign protesters outside the GAVI pledging event, London, 13 June 2011 the British government is co-hosting a vaccine summit on Monday 13 June, calling on international partners to join the UK in spearheading a global effort to vaccinate a quarter of a billion children by 2015. The drive is set to save the lives of four million children across the developing world. To find out more, please visit: www.dfid.gov.uk/Media-Room/News-Stories/2011/GAVI-Pledgin...
Licence : CC BY 2.0
Date : 2011-06-13 07:30
Auteur : DFID - UK Department for international Development
Catégories : GAVI Alliance, ONE Campaign, Vaccinations.

En mai 2004, le lancement officiel de la campagne ONE eut lieu à Philadelphie, devant environ 2 000 personnes, dont Bono, Dikembe Mutombo, Michael W. Smith, Richard Stearns (président de World Vision), et David Beckmann (président de Bread for the World (en)).
ONE a été fondée par une coalition de onze organismes humanitaires et de défense de droits humains, dont World Vision, Oxfam International, Care International, International Rescue Committee, Save the Children, DATA (en) et plusieurs autres.
En 2005, le chanteur Bono, cofondateur de ONE, fut invité à la prestigieuse conférence TED où il lança un appel à la solidarité. Bono fut également le premier lauréat du Prix TED où il fit trois souhaits pour changer le monde (Wishes to change the world) : « 1 - Construire un mouvement social de plus de 1 million de militants américains pour aider l'Afrique. 2 - Mentionner 1 milliard de fois, au plus grand nombre de gens possible, de l'existence de ONE, avant le 31e sommet du G8 en juillet 2005, à propos de l'Afrique. 3 - Démontrer la puissance de l'information - son pouvoir à réécrire les règles et à transformer des vies - en connectant chaque hôpital, chaque clinique de santé et chaque l'école d'un pays d'Afrique, l'Éthiopie par exemple, à l'Internet,. »
En juin 2007, la campagne ONE a lancé une mobilisation autour de l'élection présidentielle américaine de 2008, baptisé ONE Vote'08, l'événement est coprésidé par les anciens sénateurs Tom Daschle et Bill Frist. ONE Vote'08 a pour but de mobiliser les électeurs des États-Unis et d'engager les candidats à l'élection présidentielle sur les questions mondiales des maladies et de la pauvreté. Depuis le lancement, des initiatives ont été mises en place dans chacune des quatre premières élections primaires de l'Iowa, du New Hampshire, de la Caroline du Sud, et du Nevada,.

## Méthodes

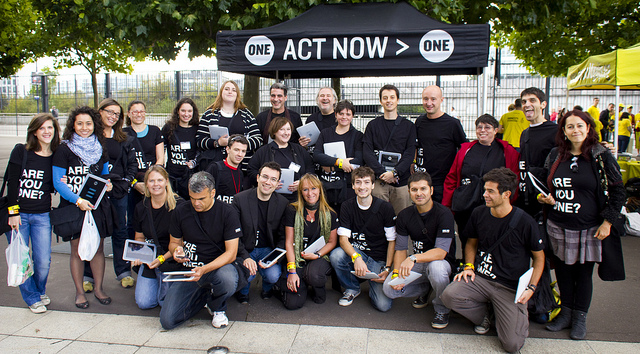
Membres de ONE en France lors du concert du groupe U2 au Stade de France en septembre 2010

L'organisation bénéficie de l'aura de ses soutiens célèbres pour s'adresser aux médias, entreprendre des voyages à l'étranger ou obtenir une couverture médiatique lors de ses visites dans des zones souffrant de la pauvreté afin d'illustrer les questions que la campagne s'efforce de résoudre. ONE se sert également de célébrités pour monter des clips vidéo diffusées notamment sur YouTube.
La campagne ONE a de nombreux bureaux à travers le monde : aux États-Unis, au Royaume-Uni, en Allemagne, en France, en Belgique, mais aussi en Afrique, au Nigeria et en Afrique du Sud.[réf. nécessaire]
En tant qu'organisation à but non lucratif, l'association ne récolte pas de dons de ses membres[pas clair]. Son action consiste en la signature de pétitions  pour ses différentes campagnes de lutte contre la pauvreté.[réf. nécessaire]
En 2009, 2010 et 2011, l'organisation a profité de la tournée U2 360° Tour du groupe U2 pour se faire connaître et recruter de nouveaux membres.

## Exemples de campagnes en France

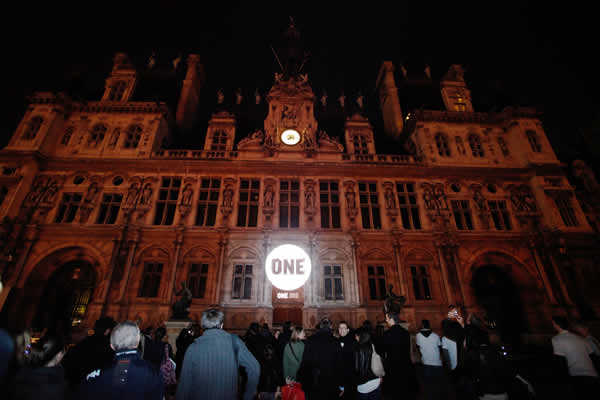
Évènement sur le parvis de l'hôtel de ville de Paris lors de la campagne Mettons FIN à la FAIM ! en amont du G20 en France

### Mettons FIN à la FAIM
Alors qu'une dramatique famine s'est abattue sur la corne de l'Afrique fin 2011, ONE a lancé un appel aux dirigeants du monde entier pour mettre fin à la faim. ONE a réalisé un clip intitulé P*utain de Famine avec la participation de nombreux artistes, chanteurs et acteurs dont Bono, Tiken Jah Fakoly, Féfé, Frédéric Diefenthal, Youssou N'Dour, Vincent Cassel ou encore Ewan McGregor.
Ces clips avaient pour but de promouvoir la signature d'une pétition remise aux dirigeants du G20, qui a recueilli plus de 400 000 signatures à travers le monde.